# Élections législatives tunisiennes de 1974
 (août 2020).
Si vous disposez d'ouvrages ou d'articles de référence ou si vous connaissez des sites web de qualité traitant du thème abordé ici, merci de compléter l'article en donnant les références utiles à sa vérifiabilité et en les liant à la section « Notes et références ».
Les élections législatives tunisiennes de 1974, les cinquièmes à se tenir en Tunisie, sont organisées le 3 novembre 1974. Les listes présentées par le pouvoir obtiennent la totalité des sièges.

## Résultat
Les 112 sièges du parlement vont aux listes du Parti socialiste destourien.
| Partis                      | Suffrages exprimés | Pourcentages | Nombre de sièges |
| --------------------------- | ------------------ | ------------ | ---------------- |
| Parti socialiste destourien | 1 570 954          | 100 %        | 112              |
| Total des votants           | 1 623 743          | 1 623 743    | 1 623 743        |
| Total de l'électorat        | 1 573 261          | 1 573 261    | 1 573 261        |
| Taux de participation       | 99,85 %            | 99,85 %      | 99,85 %          |